# Lanterna elétrica

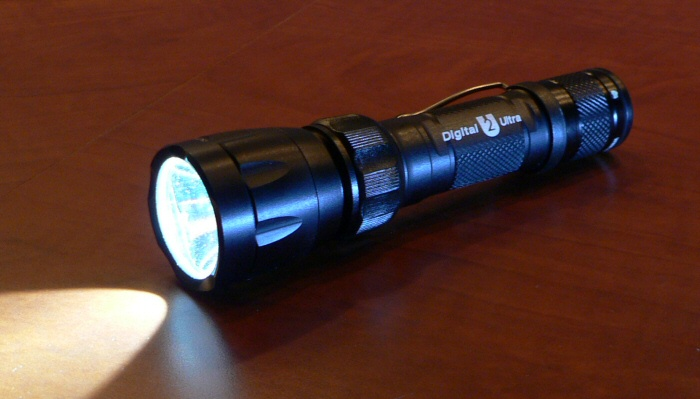

Lanterna elétrica é um instrumento utilizado para iluminação, sendo geralmente portátil, que usa pilhas baterias para gerar energia luminosa.

## História
Ainda que exista registos da utilização de fontes de luz portáteis no Império Romano, a lanterna elétrica só surgiu no século XIX na sequência da invenção da pilha seca e da lâmpada incandescente. 
A primeira lanterna elétrica foi lançada em 1899 pelo inventor inglês David Misell e funcionava com três pilhas que serviam para alimentar uma lâmpada incandescente. Esta lanterna não teve muito sucesso devido à fragilidade das pilhas, situação que obrigava a desligar frequentemente o aparelho. Graças ao desenvolvimento de melhorias técnicas, em 1922 existiam nos Estados Unidos 10 milhões de pessoas que utilizavam lanternas.

## Tecnologias de lâmpadas
Dependendo do tipo de lâmpadas utilizado, podemos ter vários tipos de lanterna elétrica:
- Lanterna de lâmpada incandescente
- Lanterna de LED[2]

## Tipos de lanterna mais conhecidos
- Lanterna de cabeça ou frontal (headlamp)
- Lanterna de mão (são as mais tradicionais)
- Lanternas resistentes à água
- Lanternas à prova d'água
- Lanternas seladas - (são feitas para lugares confinados com acúmulo de gás)